# Таймень
Тайме́нь (Hucho) — рід риб родини лососевих.
Довжина тіла до 2 метрів, маса — до 80 кг. Тіло видовжене, вкрите невеликими темними плямами, луска дрібна. Зуби на сошнику і піднебінних кістках утворюють суцільну дугоподібну лінію.
Нерест навесні, ікру відкладає в гніздо (ямку) переважно на галечникових ґрунтах.
Хижак, живиться рибою. Поширені в річках Євразії.
В Україні в басейні річок Дунай та Прут зустрічається головатиця (або лосось дунайський), завдовжки до 1,5 м, масою до 52 кг (зазвичай довжина становить 50-60 см, а вага — до 4 кг).
Таймень — об'єкт рибного промислу і спортивної рибалки.

## Види
Існують 4 види тайменя:
- Лосось дунайський (Hucho hucho)[1]
- Таймень звичайний, або таймень (Hucho taimen)
- Таймень корейський (Hucho ishikawae)
- Таймень сичуанський (Hucho bleekeri)

Раніше до роду Hucho відносили також сахалінського тайменя (лат. Parahucho perryi), прохідну рибу, виділену пізніше в окремий монотипний рід.